# Selenarctia flavidorsata
Selenarctia flavidorsata är en fjärilsart som beskrevs av Watson 1975. Selenarctia flavidorsata ingår i släktet Selenarctia och familjen björnspinnare. Inga underarter finns listade.